# Letrinos
Letrinos (en griego, Λετρίνοι) es el nombre de una antigua ciudad situada en la región griega de Élide.
Según la mitología griega, su fundador epónimo fue Letreo, hijo de Pélope. Había una tradición que decía que los huesos de Pélope —necesarios, según el oráculo, para que los aqueos conquistaran Troya— se hallaban en Letrina.
Sus habitantes son citados por Jenofonte en el marco de la guerra contra Élide de los espartanos y sus aliados dirigidos por Agis II hacia el año 399 a. C. Los letrinos, junto a los habitantes de otras ciudades de su entorno, se unieron al ejército de Agis y tras el fin de las hostilidades, Élide se vio obligada a perder el dominio de esas ciudades y concederles la libertad, entre ellas Letrinos.
Posteriormente sus habitantes también formaron parte del ejército lacedemonio que luchó el año 394 a. C. en la batalla de Nemea.
Pausanias la ubica a 180 estadios de Élide, cerca de una laguna que se hallaba a seis estadios. Señala que en su tiempo había muy pocas casas y un templo con una imagen de Artemisa Alfeea. El epíteto Alfeea era debido a que, según la tradición, el dios-río Alfeo se enamoró de Artemisa y trató de seducirla en las inmediaciones de Letrinos.
Es dudoso si el santuario de Artemisa Alfionia o Alfiusa que menciona Estrabón en la zona de la desembocadura del río Alfeo es o no el mismo mencionado por Pausanias en territorio de Letrinos. El templo mencionado por Pausanias se localiza en Hagios Ioannis, situado en el camino entre Pirgos y Katákolo.